# Pleurata uroglenae
Pleurata uroglenae är en hjuldjursart som först beskrevs av de Beauchamp 1948.  Pleurata uroglenae ingår i släktet Pleurata och familjen Notommatidae. Inga underarter finns listade i Catalogue of Life.